# Tom Waits/Diskografie
Diese Diskografie ist eine Übersicht über die musikalischen Werke des US-amerikanischen Sängers und Komponisten Tom Waits. Den Schallplattenauszeichnungen zufolge hat er bisher mehr als 3,4 Millionen Tonträger verkauft, davon alleine in seiner Heimat über 1,5 Millionen. Seine erfolgreichste Veröffentlichung ist das Album Rain Dogs mit über 600.000 verkauften Einheiten.

## Alben

### Studioalben
| Jahr | Titel Musiklabel                            | Höchstplatzierung, Gesamtwochen, AuszeichnungChartplatzierungen (Jahr, Titel, Musiklabel, Platzierungen, Wochen, Auszeichnungen, Anmerkungen) | Höchstplatzierung, Gesamtwochen, AuszeichnungChartplatzierungen (Jahr, Titel, Musiklabel, Platzierungen, Wochen, Auszeichnungen, Anmerkungen) | Höchstplatzierung, Gesamtwochen, AuszeichnungChartplatzierungen (Jahr, Titel, Musiklabel, Platzierungen, Wochen, Auszeichnungen, Anmerkungen) | Höchstplatzierung, Gesamtwochen, AuszeichnungChartplatzierungen (Jahr, Titel, Musiklabel, Platzierungen, Wochen, Auszeichnungen, Anmerkungen) | Höchstplatzierung, Gesamtwochen, AuszeichnungChartplatzierungen (Jahr, Titel, Musiklabel, Platzierungen, Wochen, Auszeichnungen, Anmerkungen) | Anmerkungen |
| Jahr | Titel Musiklabel                            | DE | AT | CH | UK | US | Anmerkungen |
| ---- | ------------------------------------------- | --- | --- | --- | --- | --- | --- |
| 1973 | Closing Time Asylum                         | DE44 (1 Wo.)DE | — | — | UK— GoldUK | — | Erstveröffentlichung: März 1973 Wiederveröffentlichung: 2. Juni 2023 (50th Anniversary) in Deutschland 2023 in den Charts      |
| 1974 | The Heart of Saturday Night Asylum          | — | — | — | UK— GoldUK | — | Erstveröffentlichung: Oktober 1974                                                                                             |
| 1976 | Small Change Asylum                         | — | — | — | UK— SilberUK | — | Erstveröffentlichung: September 1976                                                                                           |
| 1977 | Foreign Affairs Asylum                      | — | — | — | — | — | Erstveröffentlichung: September 1977                                                                                           |
| 1978 | Blue Valentine Asylum                       | — | — | — | UK— GoldUK | — | Erstveröffentlichung: September 1978                                                                                           |
| 1980 | Heartattack and Vine Asylum                 | — | — | — | — | — | Erstveröffentlichung: September 1980                                                                                           |
| 1983 | Swordfishtrombones Island                   | — | — | — | UK— SilberUK | — | Erstveröffentlichung: September 1983                                                                                           |
| 1985 | Rain Dogs Island                            | — | AT26 (2 Wo.)AT | — | UK29 Gold · (5 Wo.)UK | US181 Gold · (7 Wo.)US | Erstveröffentlichung: 30. September 1985                                                                                       |
| 1987 | Frank’s Wild Years Island                   | — | AT24 (6 Wo.)AT | CH14 (4 Wo.)CH | UK20 (5 Wo.)UK | US115 (10 Wo.)US | Erstveröffentlichung: 17. August 1987                                                                                          |
| 1992 | Bone Machine Island                         | DE42 (11 Wo.)DE | AT22 (7 Wo.)AT | CH21 (5 Wo.)CH | UK26 (3 Wo.)UK | US176 (3 Wo.)US | Erstveröffentlichung: August 1992                                                                                              |
| 1993 | The Black Rider Island                      | — | — | CH88 (1 Wo.)CH | UK47 (2 Wo.)UK | US130 (2 Wo.)US | Erstveröffentlichung: September 1993 Wiederveröffentlichung: 6. Oktober 2023 (30th Anniversary Edition) Charteinstieg CH: 2023 |
| 1999 | Mule Variations ANTI-                       | DE4 (36 Wo.)DE | AT7 (10 Wo.)AT | CH7 (6 Wo.)CH | UK9 Silber · (3 Wo.)UK | US30 Gold · (9 Wo.)US | Erstveröffentlichung: 16. April 1999 Verkäufe: + 1.050.000                                                                     |
| 2002 | Blood Money ANTI-                           | DE9 (8 Wo.)DE | AT5 (11 Wo.)AT | CH25 (7 Wo.)CH | UK21 (2 Wo.)UK | US32 (6 Wo.)US | Erstveröffentlichung: 4. Mai 2002                                                                                              |
| 2002 | Alice ANTI-                                 | DE10 (8 Wo.)DE | AT3 (10 Wo.)AT | CH24 (6 Wo.)CH | UK20 (2 Wo.)UK | US33 (6 Wo.)US | Erstveröffentlichung: 4. Mai 2002                                                                                              |
| 2004 | Real Gone ANTI-                             | DE19 (7 Wo.)DE | AT11 (7 Wo.)AT | CH16 (5 Wo.)CH | UK16 Silber · (2 Wo.)UK | US28 (6 Wo.)US | Erstveröffentlichung: 3. Oktober 2004                                                                                          |
| 2006 | Orphans: Brawlers, Bawlers & Bastards ANTI- | DE26 (8 Wo.)DE | AT15 (8 Wo.)AT | CH22 (7 Wo.)CH | UK49 (1 Wo.)UK | US74 Gold · (8 Wo.)US | Erstveröffentlichung: 20. November 2006                                                                                        |
| 2011 | Bad As Me ANTI-                             | DE7 (9 Wo.)DE | AT5 (8 Wo.)AT | CH3 (9 Wo.)CH | UK10 (4 Wo.)UK | US6 (7 Wo.)US | Erstveröffentlichung: 25. Oktober 2011                                                                                         |

grau schraffiert: keine Chartdaten aus diesem Jahr verfügbar

### Livealben
| Jahr | Titel Musiklabel             | Höchstplatzierung, Gesamtwochen, AuszeichnungChartplatzierungen (Jahr, Titel, Musiklabel, Platzierungen, Wochen, Auszeichnungen, Anmerkungen) | Höchstplatzierung, Gesamtwochen, AuszeichnungChartplatzierungen (Jahr, Titel, Musiklabel, Platzierungen, Wochen, Auszeichnungen, Anmerkungen) | Höchstplatzierung, Gesamtwochen, AuszeichnungChartplatzierungen (Jahr, Titel, Musiklabel, Platzierungen, Wochen, Auszeichnungen, Anmerkungen) | Höchstplatzierung, Gesamtwochen, AuszeichnungChartplatzierungen (Jahr, Titel, Musiklabel, Platzierungen, Wochen, Auszeichnungen, Anmerkungen) | Höchstplatzierung, Gesamtwochen, AuszeichnungChartplatzierungen (Jahr, Titel, Musiklabel, Platzierungen, Wochen, Auszeichnungen, Anmerkungen) | Anmerkungen                             |
| Jahr | Titel Musiklabel             | DE | AT | CH | UK | US | Anmerkungen                             |
| ---- | ---------------------------- | --- | --- | --- | --- | --- | --------------------------------------- |
| 1975 | Nighthawks at a Diner Asylum | — | — | — | UK— SilberUK | — | Erstveröffentlichung: Oktober 1975      |
| 1988 | Big Time Island              | — | — | — | UK84 (1 Wo.)UK | US152 (6 Wo.)US | Erstveröffentlichung: September 1988    |
| 2009 | Glitter and Doom Live ANTI-  | DE61 (5 Wo.)DE | AT30 (5 Wo.)AT | CH47 (3 Wo.)CH | UK76 (1 Wo.)UK | US63 (5 Wo.)US | Erstveröffentlichung: 23. November 2009 |

grau schraffiert: keine Chartdaten aus diesem Jahr verfügbar

### Kompilationen
| Jahr | Titel Musiklabel                                      | Höchstplatzierung, Gesamtwochen, AuszeichnungChartplatzierungen (Jahr, Titel, Musiklabel, Platzierungen, Wochen, Auszeichnungen, Anmerkungen) | Höchstplatzierung, Gesamtwochen, AuszeichnungChartplatzierungen (Jahr, Titel, Musiklabel, Platzierungen, Wochen, Auszeichnungen, Anmerkungen) | Höchstplatzierung, Gesamtwochen, AuszeichnungChartplatzierungen (Jahr, Titel, Musiklabel, Platzierungen, Wochen, Auszeichnungen, Anmerkungen) | Höchstplatzierung, Gesamtwochen, AuszeichnungChartplatzierungen (Jahr, Titel, Musiklabel, Platzierungen, Wochen, Auszeichnungen, Anmerkungen) | Höchstplatzierung, Gesamtwochen, AuszeichnungChartplatzierungen (Jahr, Titel, Musiklabel, Platzierungen, Wochen, Auszeichnungen, Anmerkungen) | Anmerkungen                            |
| Jahr | Titel Musiklabel                                      | DE | AT | CH | UK | US | Anmerkungen                            |
| ---- | ----------------------------------------------------- | --- | --- | --- | --- | --- | -------------------------------------- |
| 1984 | Asylum Years Asylum                                   | — | — | — | UK— SilberUK | — | Erstveröffentlichung: 1984             |
| 1998 | Beautiful Maladies: The Island Years 1983–1993 Island | — | — | — | UK63 (1 Wo.)UK | — | Erstveröffentlichung: Juni 1998        |
| 2001 | Used Songs: 1973–1980 Rhino                           | — | AT63 (1 Wo.)AT | — | UK— SilberUK | — | Erstveröffentlichung: 16. Oktober 2001 |

Weitere Kompilationen
- 1981: Bounced Checks (Asylum)
- 1984: Anthology of Tom Waits (Asylum)
- 1991: The Early Years (Bizarre/Manifesto)
- 1992: The Early Years Vol. 2 (Bizarre/Manifesto)

### Soundtracks
- 1982: One from the Heart (mit Crystal Gayle, CBS)
- 1992: Night on Earth (Island)

### Tributealben
- 1989: Bad Liver och hans brustna hjärtan Fjorton sånger – Tom Waits på svenska
- 1990: Gerd Köster The Piano Has Been Drinking
- 1995: Holly Cole Temptation
- 1995: Various Artists Step Right Up: The Songs of Tom Waits
- 1996: Sven Henriksen Rød pust: Sven Henriksen synger Tom Waits
- 1998: Jani Kovačić Povabilo Na Bluz (Invitation to the Blues)
- 2000: Wolfgang Ambros Nach mir die Sintflut – Ambros singt Waits
- 2000: Various Artists New Coat of Paint
- 2001: John Hammond Jr. Wicked Grin (von Waits produziert und mit eingespielt)
- 2001: Claudia Bettinaglio Saving All My Love – A Tribute to Tom Waits
- 2001: Delmore Days of Roses
- 2003: Hell Blues Choir Greetings from Hell – The Tom Waits Songbook
- 2003: Laura Fedele Pornoshow – Laura Fedele Interpreta Tom Waits
- 2003: Kazik Staszewski Piosenki Toma Waitsa
- 2005: Billy’s Band Being Tom Waits
- 2005: The Silver Hearts The Silver Hearts Play Rain Dogs
- 2007: Carlos Carega À Espera de Tom
- 2008: Scarlett Johansson Anywhere I Lay My Head
- 2008: Southside Johnny mit LaBamba’s Big Band Grapefruit Moon
- 2012: Jess Walker Mercy and Grand: The Music of Tom Waits and Kathleen Brennan
- 2014: Rebekka Bakken Little Drop of Poison
- 2015: Ebba Forsberg Om Jag Lämnar Dig – Ebba Forsberg Sjunger Tom Waits
- 2019: Come On Up to the House: Women Sing Waits mit Aimee Mann, Phoebe Bridgers, Rosanne Cash u. a.

## Singles

### Als Leadmusiker
- 1973: Ol’ 55 / Midnight Lullaby aus Closing Time
- 1974: San Diego Serenade aus The Heart of Saturday Night
- 1974: Blue Skies / New Coat of Paint aus The Heart of Saturday Night
- 1975: (Looking for) The Heart of Saturday Night aus The Heart of Saturday Night
- 1976: Step Right Up / The Piano Has Been Drinking aus Small Change
- 1978: Somewhere (From „West Side Story“) aus Blue Valentine
- 1980: Jersey Girl aus Heartattack and Vine
- 1980: Downtown / In Shades aus Heartattack and Vine
- 1983: In the Neighborhood aus Swordfishtrombones
- 1985: Downtown Train aus Rain Dogs
- 1985: Hand Down Your Head aus Rain Dogs
- 1987: Hang On St. Christopher aus Frank’s Wild Years
- 1988: 16 Shells From a Thirty-Ought Six aus Big Time
- 1989: Silent Night für S.O.S. United
- 1992: Goin’ Out West aus Bone Machine
- 1992: Who Are You aus Bone Machine
- 1992: I Don’t Wanna Grow Up aus Bone Machine
- 1993: I’ll Shoot the Moon aus The Black Rider
- 1999: Hold On aus Mule Variations
- 1999: Picture in a Frame aus Mule Variations
- 2002: Alice aus Alice
- 2002: God’s Away on Business aus Blood Money
- 2004: How’s It Gonna End aus Real Gone
- 2004: Dead and Lovely aus Real Gone
- 2006: Long Way Home aus Orphans: Brawlers, Bawlers & Bastards
- 2006: Lie to Me aus Orphans: Brawlers, Bawlers & Bastards
- 2011: Bad As Me aus Bad As Me
- 2011: Back in the Crowd aus Bad As Me

### Als Gastmusiker
| - 1975: Bonnie Raitt Home Plate (Gesang auf Sweet and Shiny Eyes) - 1977: Bette Midler Broken Blossom (Klavier auf I Never Talk to Strangers) - 1977: Martin Mull I’m Everyone I’ve Ever Loved - 1978: Soundtrack zu Vorhof zum Paradies (Waits mit (Meet Me) In Paradise Alley und Annie’s Back in Town) - 1980: Richie Cole with Eddie Jefferson Hollywood Madness (Gesang auf Waitin’ for Waits) - 1985: Kompilation Lost in the Stars – The Music of Kurt Weill (Waits mit What Keeps Mankind Alive?; später veröffentlicht auf Orphans) - 1986: The Rolling Stones Dirty Work - 1988: Kompilation Stay Awake: Various Interpretations of Music From Vintage Disney Films (Waits mit Heigh Ho (The Dwarfs Marching Song) (From Snow White And The Seven Dwarfs); später veröffentlicht als Heigh Ho auf Orphans) - 1989: The Replacements I’ll Be You (Gesang auf Date to Church) - 1989: Roy Orbison Roy Orbison And Friends – A Black And White Night Live (Gitarre und Orgel) - 1989: Soundtrack Sea of Love (Original Motion Picture Soundtrack) (Titeltrack) - 1990: Kompilation Red Hot + Blue (Waits mit It’s All Right With Me) - 1991: Primus Sailing the Seas of Cheese (Gesang auf Tommy the Cat) - 1991: Teddy Edwards Mississippi Lad (Gesang und Gitarre auf Little Man und I’m Not Your Fool Anymore) - 1992: Thelonious Monster Beautiful Mess (Gesang auf Adios Lounge (Duet With Tom Waits)) - 1992: Ken Nordine Devout Catalyst (Gesang auf A Thousand Bing Bangs und The Movie) - 1993: Gavin Bryars Jesus’ Blood Never Failed Me Yet (Gesang) - 1995: Soundtrack Dead Man Walking (Music From And Inspired By The Motion Picture) (Waits mit The Fall of Troy und Walk Away; beide später veröffentlicht auf Orphans) - 1997: Every Time I Try (Soundtrack zu Wim Wenders’ Am Ende der Gewalt) (Waits mit Little Drop of Poison; später veröffentlicht auf Orphans) - 1998: Chuck E. Weiss Extremely Cool (Gesang und Gitarre) - 1998: Ramblin’ Jack Elliott Friends of Mine (Gesang und Gitarre auf Louise und Old Time Feelin’) - 1999: Kompilation More Oar – A Tribute To The Skip Spence Album (Waits mit Book of Moses; später veröffentlicht auf Orphans) | - 1999: Primus Antipop (Gesang und Mellotron auf Intro und Coattails of a Dead Man) - 1999: Jack Kerouac Jack Kerouac Reads on the Road (mit Primus auf On the Road) - 2000–2006: C-Side & Petit Mal Gatmo Sessions Vol. 1-3 (Gesang) - 2000: Soundtrack zu Condo Painting – Life From a Different Angle (Waits mit Black Wings; später veröffentlicht auf Orphans) - 2001: Kompilation Groundwork: Act to Reduce Hunger (Waits mit Buzz Fledderjohn; später veröffentlicht auf Orphans) - 2001: Sparklehorse It’s a Wonderful Life (Gesang und Perkussionsinstrumente auf Dog Door) - 2001: John P. Hammond Wicked Grin (Gesang auf I Know I’ve Been Changed, Gitarre auf fast allen Liedern) - 2001: Dave Douglas Witness (Gesang auf Mahfouz) - 2002: Kompilation For the Kinds (Waits mit Bend Down the Branches; später veröffentlicht auf Orphans) - 2003: Kompilation We’re a Happy Family – A Tribute to Ramones (Waits mit Return of Jackie and Judy; später veröffentlicht auf Orphans) - 2003: The Blind Boys of Alabama Go Tell It on the Mountain (Gesang auf Titeltrack) - 2004: Kompilation The Late Great Daniel Johnston: Discovered Covered (Waits mit King Kong; später veröffentlicht auf Orphans) - 2006: Sparklehorse Dreamt for Light Years in the Belly of a Mountain (Klavier auf Morning Hollow) - 2007: The Book of Knots Traineater (Gesang, Gitarre und Perkussionsinstrumente auf Pray) - 2008: Atmosphere When Life Gives You Lemons, You Paint That Shit Gold (Gesang auf The Waitress) - 2009: N.A.S.A. The Spirit of Apollo (Gesang und Klavier auf Spacious Thoughts) - 2010: Preservation Hall Jazz Band Preservation (An Album To Benefit Preservation Hall & The Preservation Hall Music Outreach Program) (Gesang auf Tootie Ma Is a Big Fine Thing) - 2011: Hank 3 Ghost to a Ghost – Gutter Town - 2012: Kompilation Music That Changes the World (Waits mit Briar & the Rose) - 2013: Kompilation Son Of Rogues Gallery: Pirate Ballads, Sea Songs & Chanteys (mit Keith Richards auf Shenandoah) - 2016: Kompilation God Don’t Never Change: The Songs of Blind Willie Johnson (Waits mit The Soul of a Man, John the Revelator) - 2018: Marc Ribot Songs of Resistance 1942–2018 (Waits mit Bella ciao) - C-Side & Petit Mal Swarm Warning (Gesang) |

## Musikvideos
| Jahr | Titel                   | Regisseur(e)          |
| ---- | ----------------------- | --------------------- |
| 1979 | The One That Got Away   | John Lamb             |
| 1983 | In the Neighborhood     | Haskell Wexler        |
| 1985 | Downtown Train          | Jean-Baptiste Mondino |
| 1987 | Blow Wind Blow          | Chris Blum            |
| 1987 | Temptation              | Betzy Bromberg        |
| 1990 | It’s All Right With Me  | Jim Jarmusch          |
| 1992 | Goin’ Out West          | Jesse Dylan           |
| 1992 | I Don’t Wanna Grow Up   | Jim Jarmusch          |
| 1999 | Hold On                 | Matt Mahurin          |
| 1999 | Come On Up to the House | Anders Lövgren        |
| 1999 | What’s He Building?     |                       |
| 2002 | God’s Away on Business  | Jesse Dylan           |
| 2004 | Top of the Hill         | Chris Blum            |
| 2006 | Lie to Me               | Danny Clinch          |
| 2011 | Satisfied               | Jesse Dylan           |
| 2012 | Hell Broke Luce         | Matt Mahurin          |

## Statistik

### Chartauswertung
|                     | DE    | AT     | CH     | UK     | US     |
| ------------------- | ----- | ------ | ------ | ------ | ------ |
| Nummer-eins-Alben   | DE—DE | AT—AT  | CH—CH  | UK—UK  | US—US  |
| Top-10-Alben        | DE4DE | AT4AT  | CH2CH  | UK2UK  | US1US  |
| Alben in den Charts | DE9DE | AT11AT | CH10CH | UK13UK | US12US |

### Auszeichnungen für Musikverkäufe
| Goldene Schallplatte - Australien - 2001: für das Album Small Change - Europa (Impala) - 2010: für das Album Glitter and Doom Live - Kanada - 1990: für das Album Frank’s Wild Years - 1990: für das Album Rain Dogs - 2000: für das Album Mule Variations - 2012: für das Album Orphans: Brawlers, Bawlers & Bastards - Niederlande - 2012: für das Album Alice - 2012: für das Album Blood Money - 2012: für das Album Orphans: Brawlers, Bawlers & Bastards | Platin-Schallplatte - Europa (Impala) - 2010: für das Album Mule Variations - Niederlande - 2012: für das Album Mule Variations Diamantene Schallplatte - Europa (Impala) - 2007: für das Album Orphans: Brawlers, Bawlers & Bastards - 2012: für das Album Bad As Me |

Anmerkung: Auszeichnungen in Ländern aus den Charttabellen bzw. Chartboxen sind in ebendiesen zu finden.
| Land/RegionAuszeichnungen für Musikverkäufe (Land/Region, Auszeichnungen, Verkäufe, Quellen) | Silber     | Gold       | Platin     | Diamant     | Verkäufe    | Quellen         |
| -------------------------------------------------------------------------------------------- | ---------- | ---------- | ---------- | ----------- | ----------- | --------------- |
| Australien (ARIA)                                                                            | —          | Gold1      | —          | —           | 35.000      | aria.com.au     |
| Europa (Impala)                                                                              | —          | Gold1      | Platin1    | 2× Diamant2 | (1.050.000) | Einzelnachweise |
| Kanada (MC)                                                                                  | —          | 4× Gold4   | —          | —           | 190.000     | musiccanada.com |
| Niederlande (NVPI)                                                                           | —          | 3× Gold3   | Platin1    | —           | 125.000     | nvpi.nl         |
| Vereinigte Staaten (RIAA)                                                                    | —          | 3× Gold3   | —          | —           | 1.500.000   | riaa.com        |
| Vereinigtes Königreich (BPI)                                                                 | 7× Silber7 | 4× Gold4   | —          | —           | 820.000     | bpi.co.uk       |
| Insgesamt                                                                                    | 7× Silber7 | 16× Gold16 | 2× Platin2 | 2× Diamant2 |             |                 |